# Sebastian Mila
Sebastian Mila (* 10. Juli 1982 in Koszalin) ist ein ehemaliger polnischer Fußballspieler. Er spielte meist auf einer Position im offensiven Mittelfeld.

## Karriere
Mila begann seine Profikarriere 2000 bei Lechia Gdańsk. 2001 wechselte er zu Wisła Płock (damals noch Orlen Płock), bevor er 2002 von Dyskobolia Grodzisk verpflichtet wurde. Mila galt als eines der größten Talente des polnischen Fußballs und war als offensiver Kreativspieler wesentlich am überraschenden Erfolgslauf von Dyskobolia Grodzisk beteiligt. Mit dem Wechsel zum FK Austria Wien im Januar 2005 jedoch, wo er nach anfänglich guten Leistungen das Vertrauen des Trainerstabs verlor, erhielt seine Karriere einen deutlichen Dämpfer. Im Februar 2007 wechselte er nach Norwegen zu Vålerenga Oslo. Nach einem kurzen Gastspiel bei ŁKS Łódź spielt Sebastian Mila seit Sommer 2008 bei Śląsk Wrocław in Polen. 2015 wechselte er wieder zu Lechia Gdańsk und beendete dort seine Karriere im Jahr 2018.
Er spielte 38 Mal in der polnischen Fußballnationalmannschaft und erzielte 8 Tore. Das wichtigste war sicherlich das Tor zum 2:0-Endstand gegen Deutschland in der Qualifikation zur EM 2016 in Frankreich.

## Wissenswertes
Er ist verheiratet und hat mit seiner Frau Urszula eine Tochter.
Sebastian Milas Cousin Wojtek Wolski spielte jahrelang in der NHL für Colorado Avalanche, Phoenix Coyotes, New York Rangers, Florida Panthers und die Washington Capitals. Er spielte in der Vergangenheit auch für die kanadische Eishockeynationalmannschaft.

## Erfolge
- 1 × U18-Europameister (2001)
- 1 × U16-Vize-Europameister (1999)
- 1 × WM-Teilnahme (2006)
- 1 × Österreichischer Meister (2006)
- 2 × österreichischer Pokalsieger (2005 und 2006)
- 1 × polnischer Ligapokalsieger (2009)
- 1 × Polnischer Meister (2012)
- 1 × polnischer Pokalsieger (2005)
- 1 × polnischer Supercupsieger (2012)
- Mittelfeldspieler der Saison 2012/13[1]